# Milimét
Một milimét (viết tắt là mm) là một khoảng cách bằng 1/1000 mét.
Trong hệ đo lường quốc tế, milimét là đơn vị đo được suy ra từ đơn vị cơ bản mét theo định nghĩa trên.
Chữ mili (hoặc trong viết tắt là m) viết liền trước các đơn vị trong hệ đo lường quốc tế để chỉ rằng đơn vị này được chia cho 1000 lần.
Tiếng Việt còn gọi đơn vị này là ly hoặc ly tây.